# Operculicarya
Operculicarya ist eine Pflanzengattung in der Familie der Sumachgewächse (Anacardiaceae).

## Beschreibung

### Vegetative Merkmale
Operculicarya-Arten wachsen als Sträucher oder kleine Bäume mit stark verwachsenen und ungleichmäßig verdickten Stämmen. Junge Äste sind dünn und können gerade oder stark abgewinkelt wachsen. Die Internodienabstände sind groß und es werden rosettenartig angeordnete Kurztriebe ausgebildet. 
Operculicarya-Arten werfen in der Trockenzeit das Laub ab. Die wechselständig oder in Rosetten angeordneten Blätter sind kahl oder mit Haaren versehen. Weiterhin sind sie unpaarig gefiedert mit drei bis dreißig Fiederpaaren. Die Hauptachse der Blätter ist mehr oder weniger bis eindeutig geflügelt.

### Blütenstände und Blüten
Operculicarya-Arten sind zweihäusig getrenntgeschlechtig (diözisch). Die männlichen Blüten stehen einzeln oder gruppiert an den Kurztrieben. Die männlichen Blüten sind fünfzählig, besitzen zehn Staubblätter und die Staubfäden sind an der Basis verdickt. Die Nektardrüsen sind ungleichmäßig gelappt-ringförmig angeordnet. Es sind sehr kleine bis gut ausgebildete Stempel vorhanden.
Die weiblichen Blühen stehen einzeln an den Kurztrieben und sind fast gleich wie die männlichen aufgebaut, aber mit unfruchtbaren Staubbeuteln. Der Fruchtknoten ist kugelförmig bis länglich. Die fünf Griffel stehen am Rand. Die sitzende oder kurz gestielte Frucht besitzt einen verbleibenden Kelch und ist eine fleischige Steinfrucht. Der einkammerige Stein besitzt oft nur einen länglich-elliptisch geformten Keimdeckel (Operculum).

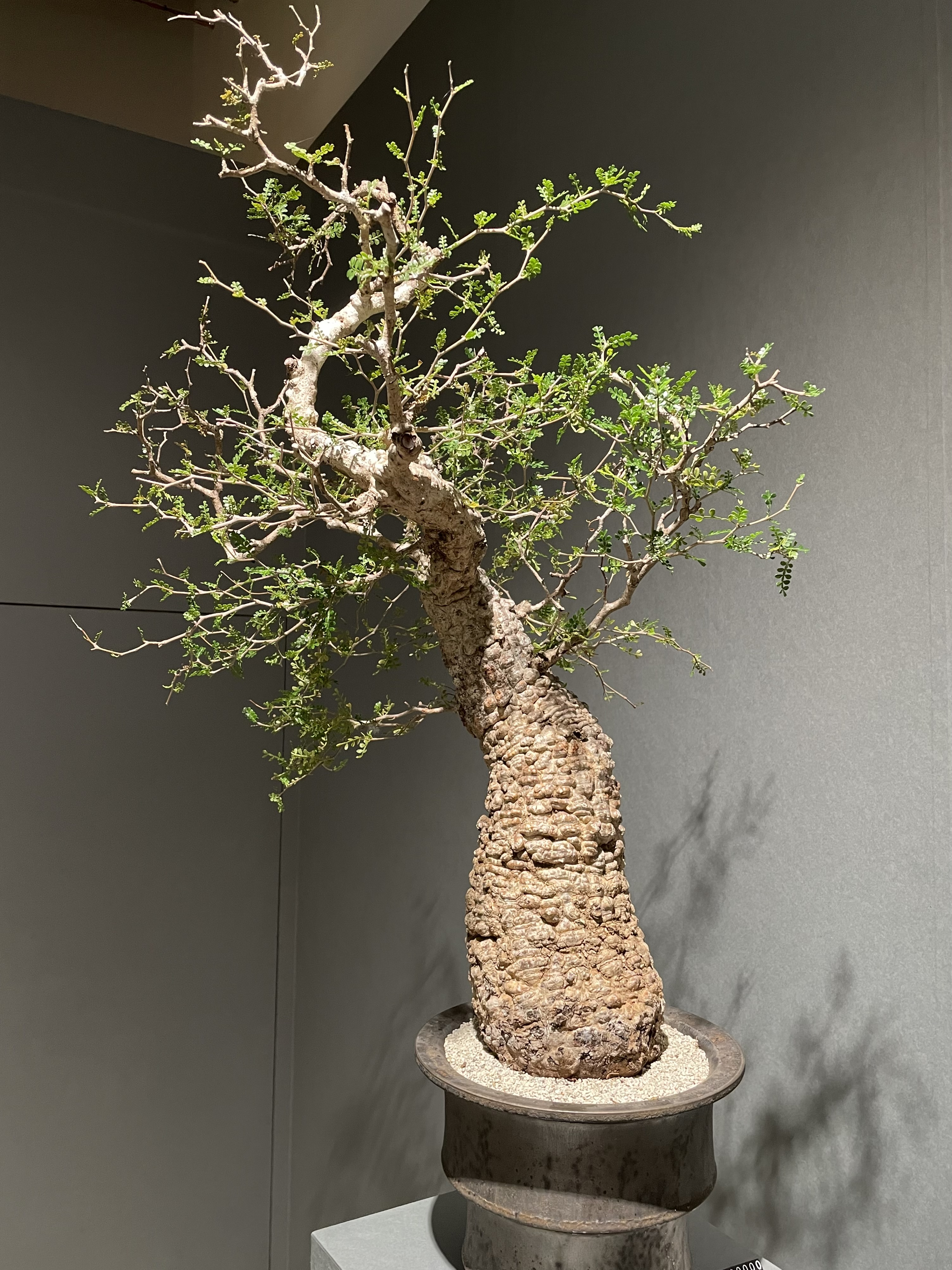
Operculicarya pachypus

## Verbreitung und Systematik
Die der Gattung Operculicarya erfolgte 1944 durch Joseph Marie Henri Alfred Perrier de la Bâthie in Mémoires du Muséum national d'histoire naturelle, Band XVIII, 1944, S. 248 aufgestellt.
Von den neun Arten der Gattung Operculicarya kommen acht nur auf Madagaskar vor und eine Art (Operculicarya gummifera) ist auch auf den Komoren sowie den Seychellen verbreitet.
Die Gattung Operculicarya enthält seit 2006 etwa neun Arten:
- Operculicarya borealis Eggli: Sie ist nur von wenigen Fundorten in der Provinz Antsiranana im nördlichen Madagaskar bekannt.[3]
- Operculicarya calcicola Randrian. & Lowry: Sie ist nur von wenigen Fundorten in der Provinz Mahajanga im westlichen Madagaskar bekannt.[3]
- Operculicarya capuronii Randrian. & Lowry: Sie ist nur von einem Fundort in der Provinz Toliara in Madagaskar bekannt.[3]
- Operculicarya decaryi H.Perrier: Sie kommt in Madagaskar in der Provinz Fianarantsoa vor.[3]
- Operculicarya gummifera (Sprague) Capuron (Syn.: Poupartia gummifera Sprague): Sie ist in Madagaskar und auf den Komoren sowie den Seychellen verbreitet.[3]
- Operculicarya hirsutissima Eggli: Sie kommt in Madagaskar in den Provinzen Fianarantsoa sowie Toliara vor.[3]
- Operculicarya hyphaenoides H.Perrier: Sie ist nur von wenigen Fundorten in Madagaskar in der Provinz Toliara bekannt.[3]
- Operculicarya multijuga Randrian. & Lowry: Sie wurde 2006 aus dem nördlichen Madagaskar erstbeschrieben.[3]
- Operculicarya pachypus Eggli: Sie ist nur von wenigen Fundorten in Madagaskar in der Provinz Toliara bekannt.[3]